# 新島村立新島中学校
新島村立新島中学校（にいじまそんりつにいじまちゅうがっこう）とは東京都新島村式根島に所存する公立の中学校。2025年度の生徒数は42人。

## 概要
新島村にある2校の中学校のうちの1校である。もう1校の新島村立式根島中学校とともに東京都立新島高等学校と連携型中高一貫教育を行なっている。

## 沿革
- 1947年（昭和22年）
  - 4月21日 - 東京都新島本村新島第一中学校として新島小学校に併設開校
  - 7月1日 - 東京都新島本村新島中学校と校名変更
- 1949年（昭和24年）6月18日 - 本村8番地に新校舎落成移転
- 1962年（昭和37年）10月1日 - 若郷中学校を合併
- 1970年（昭和45年）5月22日 - 併設していた都立大島高校新島分校が移転
- 1992年（平成4年）4月1日 - 村名変更により、東京都新島村立新島中学校に改称
- 2002年（平成14年）4月1日 - 新島村連携型中高一貫教育開始
- 2005年（平成17年）4月1日 - 新島村連携型中高一貫教育完全実施
- 2014年（平成26年）4月1日 - 特別支援固定学級開設
- 2015年（平成27年）4月1日 - 特別支援通級学級開設
- 2016年（平成28年）4月1日 - 本村10番地へ新校舎移転

## 教育方針

### 教育目標
明るく・正しく・強く生きよう

## 年間行事
主な行事を記載。
- 4月 - 始業式、入学式、生徒会オリエンテーション
- 5月 - 修学旅行（3年生）、修学旅行（2年生）、四島体育大会、遠足（1年）、生徒総会、
- 6月 - 衣替え、プール開き、生徒会クリーン活動
- 7月 - 職場体験（2年生）、終業式、夏季水泳教室、サマースクール
- 9月 - 始業式、水泳発表会、生徒会役員選挙
- 10月 - 新島大運動会
- 11月 - 文化祭、衣替え、セーフティ教室
- 12月 - 三者面談、終業式
- 1月 - 始業式、席書会、新島地区作品展
- 3月 - 卒業式、終業式、離任式

出典